# Gauliga Mecklenburg
Gauliga Mecklenburg byla jedna z mnoha skupin Gauligy, nejvyšší fotbalové soutěže na území Německa v letech 1933 – 1945. Vytvořena byla v roce 1942 vyčleněním z Gauligy Nordmark. Pořádala se na území Meklenburska-Předního Pomořanska. Vítězové jednotlivých skupin Gauligy postupovali do celostátní soutěže, která trvala necelý měsíc, v níž se kluby utkávaly vyřazovacím způsobem.
Zanikla v roce 1945 po pádu nacistického Německa. Po jeho zániku bylo území Gauligy Mecklenburg začleněno pod východoněmeckou Oberligu.

## Nejlepší kluby v historii - podle počtu titulů
Zdroj: 
| Vítězové nejvyšší ligové soutěže |        |                 |
| Klub                             | Tituly | Vítězné ročníky |
| TSG Rostock                      | 1      | 1943            |
| LSV Rerik                        | 1      | 1944            |

## Vítězové jednotlivých ročníků
Zdroj: 
| Gauliga Mecklenburg (1942 – 1945)                                                                        |                 |                                 |               |
| Ročník                                                                                                   | Vítěz Gauligy   | Umístění v německém mistrovství | Německý mistr |
| 1942 – 1943                                                                                              | TSG Rostock (1) | Předkolo                        | Dresdner SC   |
| 1943 – 1944                                                                                              | LSV Rerik (1)   | 1. kolo                         | Dresdner SC   |
| • Gauliga byla v sezóně 1944/45 zrušena, a to kvůli přesunutí bojů druhé světové války na území Německa. |                 |                                 |               |